# Tmolus orindela
Tmolus orindela är en fjärilsart som beskrevs av William Chapman Hewitson. Tmolus orindela ingår i släktet Tmolus och familjen juvelvingar. Inga underarter finns listade i Catalogue of Life.